# Chiesa di Santa Maria Maddalena de' Pazzi (Finale Ligure)
La chiesa di Santa Maria Maddalena de' Pazzi, popolarmente conosciuta come Oratorio dei Neri, è un edificio religioso sito a Finale Ligure in Via Cristoforo Colombo, in frazione Finalmarina. È una succursale della Basilica.

## Descrizione e storia
A motivo del colore dell'abito utilizzato dalla Confraternita Mortis et Orationis che vi risiede, la chiesa è detta anche Oratorio dei Neri.
La chiesa-oratorio è intitolata a Maria Maddalena de' Pazzi, religiosa fiorentina della nobile famiglia de' Pazzi, che divenne santa con Papa Clemente IX nel 1664. Aperto al culto nel 1706, l'edificio presenta all'interno le statue di Sant'Antonio Abate e di Maria Addolorata, i dipinti di Santa Rita e San Giovanni Bosco e la riproduzione della grotta di Lourdes.